# Melnikia
Melnikia is een monotypisch geslacht van schimmels behorend tot de familie Phaeosphaeriaceae. Het bevat alleen Melnikia anthoxanthi.